# Тіло Сарацин

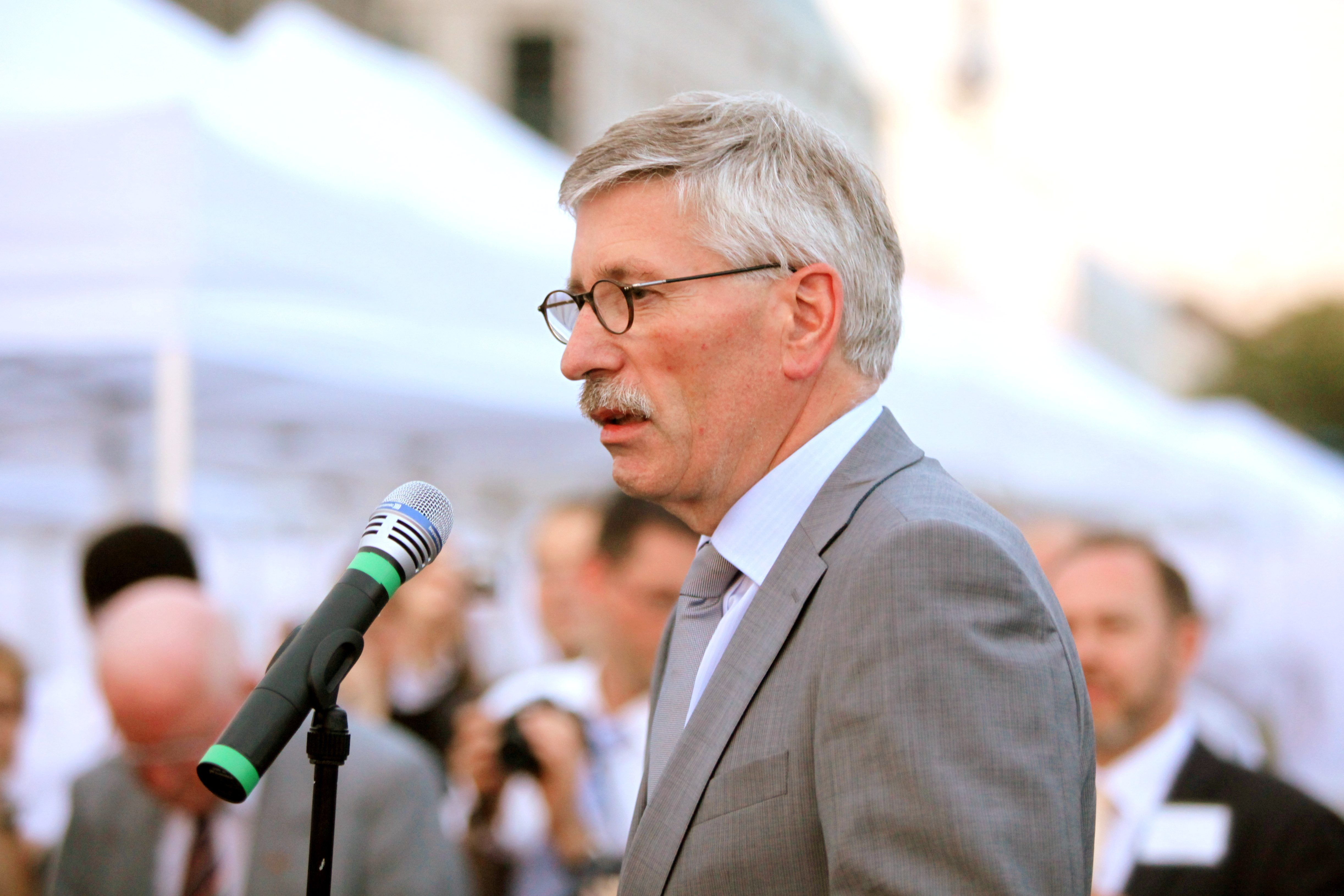
Тіло Сарацин

Ті́ло Сараци́н (нім. Thilo Sarrazin; нар. 12 лютого 1945, Гера, Тюрингія, Німеччина) — німецький економіст, автор численних публікацій не лише на економічні, але й на суспільні теми. Член СДПН. Член правління Федерального банку Німеччини до 1 жовтня 2010.
Після роботи в системі німецьких залізниць він у 2002 році був обраний до сенату федеральної землі Берлін, де працював над вирішенням фінансових проблем. Саме Сарацин виявився першим в історії міста Берліна діячем, який у 2007 році забезпечив столиці профіцит бюджету майже на 80 млн євро. Успіх був досягнутий за рахунок драконівської економії, передусім у сфері соціальній. Берлінське досягнення забезпечило сенатору місце у раді директорів Федерального банку.
У серпні 2010 року Тіло Сарацин представив у Берліні свою книжку «Німеччина самоліквідовується», в якій однією з головних мішеней є мігранти з мусульманських країн. Суперечлива, на думку німецької спільноти, книжка німецького фінансиста, спричинила політичний скандал у Німеччині.
Сарацин заявив, що Німеччина дурнішає через мусульманських мігрантів, які не хочуть і не в змозі інтегруватися в Німеччину, але при цьому мають набагато більше дітей, ніж німці. У Берліні офіційно мешкають 200 тис. «турків» — як громадян Німеччини, так і недавніх іммігрантів (у всій країні їх три мільйони).

Сарацин заявив в інтерв'ю газеті LETTE INTERNATIONAL від 30.09.2009 року: 
|  | Інтеграція — завдання того, хто інтегрується. Я не зобов’язаний терпіти того, хто нічого для цього не робить. Я взагалі не зобов’язаний когось терпіти, хто живе на кошти держави, заперечує цю державу, не піклується про освіту своїх дітей і постійно приводить на світ маленьких «дівчаток-у-хустинках». |

Із 1 жовтня 2010 року через видання його книги «Німеччина самоліквідовується» був офіційно відсторонений від посади члена правління Федерального банку Німеччини.

## Інтерв'ю журналу «Lettre International»
Значний резонанс викликали висловлювання Сарацина про міграційну політику Німеччини в інтерв'ю журналу «Lettre International» від 30 вересня 2009 року. Він сказав, що значна частина арабських і турецьких іммігрантів не може і навіть не хоче стати частиною німецького суспільства: «Інтеграція — завдання того, хто інтегрується. Я не зобов'язаний поважати того, хто нічого для цього не робить. Я взагалі не зобов'язаний когось поважати, хто живе за рахунок держави, відкидає цю державу, не дбає належним чином про освіту своїх дітей і постійно приводить на світ маленьких „дівчаток-у-хустках“». Сарацин висловився за жорсткішу міграційну політику стосовно приїжджих, крім тих, хто має високу кваліфікацію.

### Реакція
Слова Сарацина викликали критику голови комітету Бундестагу зі внутрішніх справ Себастьяна Едаті, представників профспілок і політологів, а також багатьох однопартійців. Підтримали його колишній глава Німецького індустріального союзу Ганс-Олаф Хенкель, письменник і режисер Ральф Джордано, культуролог і філософ Петер Слотердайк, соціологиня Неджла Келек, колишній федеральний канцлер Гельмут Шмідт та інші. Президент Німецького федерального банку Аксель Вебер висловив невдоволення словами Сарацина від імені Банку. Він зажадав відставки Сарацина, але останній відмовився. Тоді рада директорів обмежила повноваження Сарацина, зокрема з питань емісії та обігу готівки.

## Німеччина самоліквідується
Книжка Сарацина «Німеччина самоліквідується» перевидається вже чотирнадцятий раз (станом на жовтень 2010), кількість проданих примірників — понад 650 тисяч, хоча на ринку цей несподіваний бестселер лише з 30 серпня 2010.

## Виноски
1. 1 2 3  Deutsche Nationalbibliothek Record #108104206 // Gemeinsame Normdatei — 2012—2016.
2. ↑  Munzinger Personen
3. ↑  Bibliothèque nationale de France BNF: платформа відкритих даних — 2011.
4. ↑  CONOR.Sl
5. ↑  https://www.tagesschau.de/inland/spd-sarrazin-ausschluss-105.html
6. ↑  https://www.spiegel.de/politik/deutschland/thilo-sarrazin-spd-schiedskommission-bestaetigt-parteiausschluss-a-5cae0d42-2e2b-4a7c-99f7-ddc4d920932a
7. ↑  Микита Афанасьєв (29 жовтня 2010). Німеччина: кінець Multikulti?. Дзеркало тижня. № 39 (819). с. 23.{{cite news}}:  Обслуговування CS1: Сторінки з параметром url-status, але без параметра archive-url (посилання)
8. ↑  Zeit Online Integration. Sarrazin muss sich entschuldigen [Архівовано 20 січня 2011 у Wayback Machine.]. 1. Oktober 2009.(нім.)
9. ↑  Zeit Online Umstrittenes Interview. Bundesbank-Präsident legt Sarrazin Rücktritt nahe [Архівовано 10 грудня 2018 у Wayback Machine.]. 3. Oktober 2009.(нім.)
10. ↑  Berliner Morgenpost Stefan Schulz: Berlin-Schelte. Sarrazin schockiert mit Angriffen auf Migranten[недоступне посилання]. 30. September 2009.(нім.)
11. ↑  Welt Online «Rassismus pur». SPD-Politiker fordert Rücktritt von Thilo Sarrazin [Архівовано 9 березня 2021 у Wayback Machine.]. 6. Oktober 2009. Vgl. RBB-Online SPD-Ortsverband beantragt Sarrazins Parteiausschluss[недоступне посилання з Декабрь 2017]. 2. Oktober 2009.(нім.)
12. ↑  Blätter für deutsche und internationale Politik Gerd Wiegel: Eliten-Rassismus à la Sarrazin.[недоступне посилання з Февраль 2020], 12/2009, S. 27-29.(нім.)
13. ↑  Deutschlandfunk «Wir wissen, dass türkische Kinder in Schulen größte Probleme haben». Ex-BDI-Präsident Olaf Henkel nimmt Bundesbankvorstand Sarrazin in Schutz [Архівовано 9 листопада 2013 у Wayback Machine.]. Interview von Jochen Spengler mit Hans-Olaf Henkel. 5. Oktober 2009.(нім.)
14. ↑  Focus Online Ralph Giordano: «Sarrazin hat vollkommen recht» [Архівовано 31 жовтня 2020 у Wayback Machine.]. 6. Oktober 2009.(нім.)
15. ↑  Sächsische Zeitung Necla Kelek: Warum türkische Gemüsehändler mit Sarrazin kein Problem haben [Архівовано 21 листопада 2011 у Wayback Machine.]. 22. Oktober 2009.(нім.)
16. ↑  Zeit Online Verstehen Sie das, Herr Schmidt? [Архівовано 4 вересня 2010 у Wayback Machine.], 11. November 2009 «Die Passagen, die sich auf Ausländer bezogen und die von der deutschen Presse herausgezupft worden sind, sehen im Gesamtzusammenhang dieses Interviews ziemlich anders aus. Wenn er sich ein bisschen tischfeiner ausgedrückt hätte, hätte ich ihm in weiten Teilen seines Interviews zustimmen können».(нім.)